# Татјана Радишић
Татјана Радишић (Кикинда, 26. март 1973) српска је позоришна и филмска костимографкиња. Креирала је костиме за више од сто позоришних представа, филмова, ТВ серија и других пројеката. Њени радови могу се видети на позорницама широм земље и света.

## Образовање и чланство у удружењима
Дипломирала је на Факултету ликовних и примењених уметности у Београду, у класи професорке Миланке Берберовић. У Удружењу примењених уметника и дизајнера Србије има статус самосталног уметника. Чланица је УЛУПУДСa - Удружења примењених уметника и дизајнера Србије. У периоду од 2015. до 2018. била је члан Управног одобра овог удружења, као председник секције за костимографију. Члан је Надзорног одбора Филмског центра Србије. Такође је члан неколико удружења сценских уметника у иностранству (United Scenic Artists Local USA 829, IASTE, Costume Society of America, USITT, OISTAT).

## Радна биографија
Каријеру је започела у Србији. Прва представа за коју је радила костиме била је представа Мандрагола у Народном позоришту Кикинда. Почетком 2000-тих отишла је у Сједињене Америчке Државе, где је углавном сарађивала са позориштима у Чикагу. Данас ради и сарађује како са српским позоришним установама, тако и позориштима у иностранству. Између осталих, сарађивала је са  Темишварским народним позориштем, Хрватским народним позориштем Ријека, Музејем савремене уметности у Чикагу, Атељеом 212, Позориштем на Теразијама, Београдским драмским позориштем, Театром Степенволф (Чикаго, САД), Театром Гудман (Чикаго, САД), Позориштем писаца (Гленко, Илиноис, САД) и другима.
Неке од позоришних представа за које је радила костиме:
- Виктор Викторија (Позориште на Теразијама)
- Зона Замфирова (Позориште на Теразијама)
- Каубоји (Народно позориште Кикинда)
- Фантом из опере (Позориште на Теразијама)
- Коштана (Копродукција СКЦ Нови Сад, Центра за културу Тиват и Српског народног позоришта)
- Јулије Цезар (Копродукција Народно позориште Сомбор, Фестивал град театар Будва, ЦЗК Свилајнац)
- Петријин Венац (Атеље 212)

Татјана Радишић била је костимограф и на више филмских и телевизијских пројеката. Неки од њих су Топ је био врео, немачки филм Eastalgia, ТВ серија Кад буде биће, краткометражни филм Nova, играни филм The Choice.

## Награде и признања
Примила је бројне награде и признања за свој рад.

### Награде и признања у Србији
- Стеријина награда за најбољу костимографију на 64. фестивалу Стеријино позорје, Нови Сад, Србија
- Награда за најбољу костимографију на 1. фестивалу балканске драме и позоришта "Позориште на раскрсници", Ниш, Србија
- Награда за најбољу костимографију на 23. Југословенском позоришном фестивалу, Ужице, Србија
- 2018. Велика награда Србије за примењену уметност и дизајн за 2016. годину
- Позориште на Теразијама - Годишња награда за костимографију у мјузиклу "Фантом из опере"
- 2017. награда за најбољу костимографију на 67. фестивалу војвођанског професионалног позоришта
- Награда за најбољу сценографију на 52. Фестивалу професионалних позоришта Србије "Јоаким Вујић"
- 2016. награда за најбољу костимографију на 66. фестивалу војвођанског професионалног позоришта
- Годишња награда за костимографију Удружења уметника примењене уметности Србије и дизајнера Србије (УЛУПУДС)[7]
- Награда за најбољу костимографију на Софесту
- Награда Удружења уметника примењене уметности за 2013. годину (УЛУПУДС) за изузетан допринос уметности и култури Србије
- 2013. Најбоља костимографија на позоришном фестивалу Дани комедије у Јагодини
- Награда Београдског драмског позоришта за уметнички допринос 2013
- Награда 2000. за најбољу костимографију на Фестивалу професионалних позоришта Војводине
- 1999. Прва награда Удружења уметника примењене уметности Србије на изложби "Диплома 1999"[8]

### Признања у иностранству (избор)
- Номинација за награду Џозеф Џеферсон 2008, 2009. и 2010. за најбољег костимографа у Чикагу[9]
- 2004. Сајт Newcity Stage уврстио је Татјану Радишић у 50 најзначајнијих особа у позоришном животу Чикага [10]

## Галерија фотографија
- Премијера представе Зона Замфирова
- Премијера представе Виктор Викторија
- Детаљ са премијерног извођења представе Зона Замфирова
- Ансамбл Народног позоришта Кикинда, након представе Каубоји